# Pakaur
Pakaur é uma cidade e um município no distrito de Pakaur, no estado indiano de Jharkhand.

## Demografia
Segundo o censo de 2001, Pakaur tinha uma população de 36 014 habitantes. Os indivíduos do sexo masculino constituem 53% da população e os do sexo feminino 47%. Pakaur tem uma taxa de literacia de 61%, superior à média nacional de 59,5%: a literacia no sexo masculino é de 67% e no sexo feminino é de 55%. Em Pakaur, 16% da população está abaixo dos 6 anos de idade.